# Trzcianka
Trzcianka ([ˈtʂt͡ɕaŋka]; en alemany: Schönlanke) és una ciutat de la regió de la Gran Polònia al nord-oest de Polònia. Des de 1999, forma part del Voivodat de la Gran Polònia i del Comtat de Czarnków-Trzcianka. De 1975 a 1998, va estar ubicada al Voivodat de Piła. El maig de 2007, Trzcianka tenia 17.131 habitants. El riu Trzcianka i tres llacs, Sarcze, Okunie i Długie, es troben dins dels límits de la ciutat.

## Història

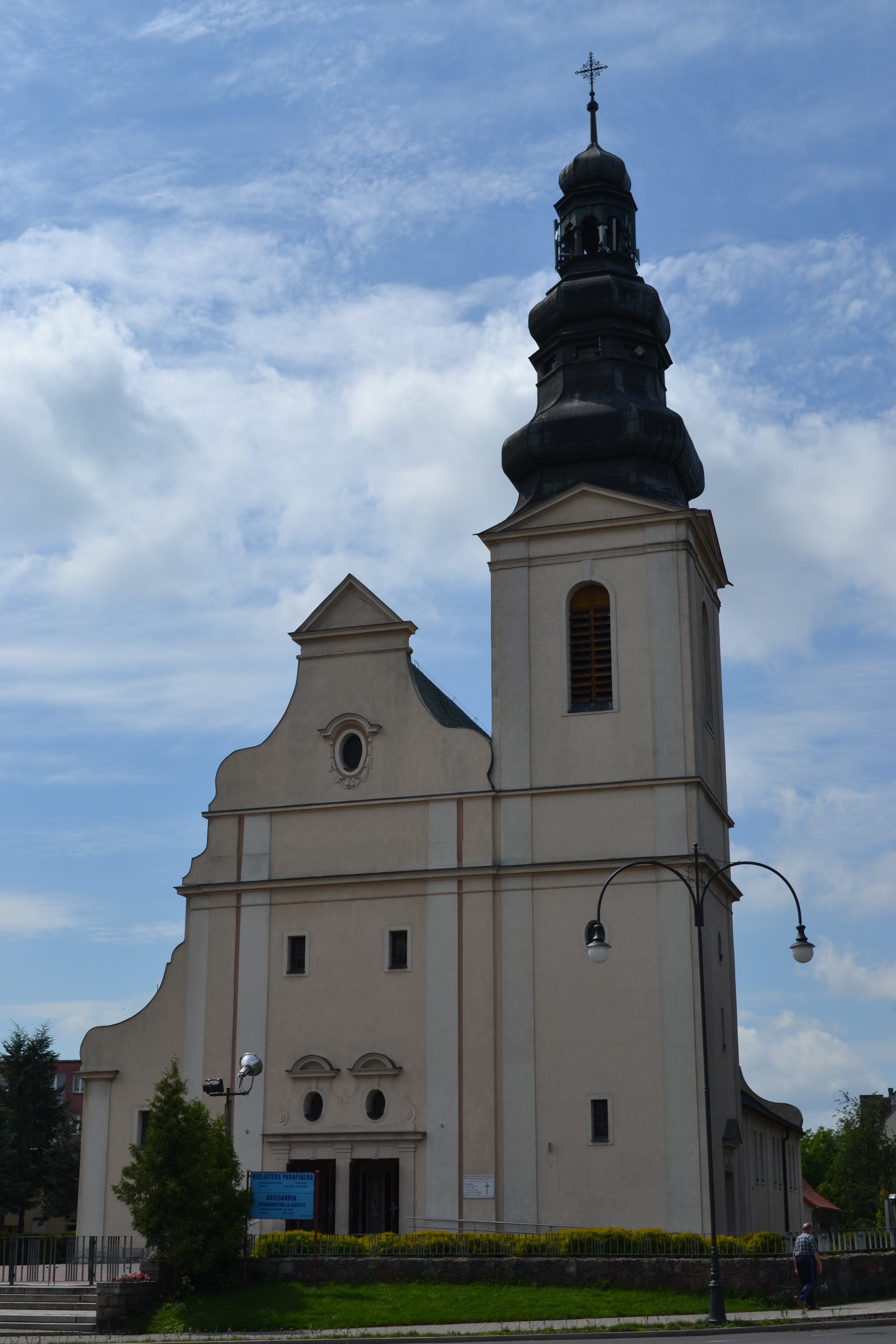
Església renaixentista barroca de Sant Joan Baptista

L'assentament, anomenat inicialment Rozdróżka, va ser fundat probablement al segle XIII. Es trobava en una ruta comercial que unia Poznań i Kołobrzeg. Rozdróżka va ser esmentada en un document de 1245, quan el duc Boleslau V de Polònia va donar la terra a la vall del riu Noteć, juntament amb tres pobles (Biała, Gulcz i Rozdróżka) a un noble polonès anomenat Sędziwój de Czarnków. El nou nom d'aquests tres pobles combinats va ser Trzciana Łąka, tal com va aparèixer per primera vegada l'any 1565, i posteriorment es va canviar simplement per Trzcianka al segle XVII.
Trzciana Łąka va ser un poble privat de la noblesa polonesa, que estava situat administrativament al comtat de Poznań al voivodat de Poznań a la província de la Gran Polònia de la Corona polonesa, i al segle XVII es va convertir en un assentament de teixidors i drapers. Va ser propietat de la família Gembicki, gràcies a la qual es va desenvolupar, i el 1679 Andrzej Gembicki s'hi va referir com a ciutat. El 1671 el rei polonès Michał Korybut Wiśniowiecki va emetre un privilegi que va establir noves fires anuals a Trzcianka. El rei August II el Fort li va concedir els drets de ciutat el 1731. A mitjans del segle XVIII era propietat del magnat Stanisław Poniatowski, pare de l'últim rei polonès Stanisław August Poniatowski, i des d'aleshores l'escut de Ciołek dels Poniatowski ha estat l'escut d'armes de la ciutat. Al segle XVIII, Trzcianka era un dels principals centres de confecció de roba de la Gran Polònia, però, després de les particions de Polònia de finals del segle XVIII i l'annexió de la ciutat per Prússia el 1772, l'economia local es va enfonsar.
El 1807 la ciutat va ser recuperada pels polonesos i inclosa dins del ducat de Varsòvia. L'any 1815, Prússia l'annexà de nou, i des de 1871 també formava part d'Alemanya i es coneixia com a Schönlanke. El ferrocarril prussià oriental, inaugurat l'any 1851, va provocar un boom econòmic a la ciutat. Schönlanke havia pertangut al districte de Czarnikau a la província de Posen fins al 1920, després del qual es va convertir en la seu del districte de Netzekreis recentment establert a la província de Posen-Prússia Occidental.
En els últims mesos de la Segona Guerra Mundial, les tropes soviètiques que marxaven cap a Berlín des de l'est van entrar a la ciutat el 27 de gener de 1945. Al voltant d'aquesta època, unes 500 persones es van suïcidar. Després de la guerra, la ciutat abandonada va ser finalment restaurada a Polònia, encara que amb un règim comunista instal·lat pels soviètics, que va romandre al poder fins a la caiguda del comunisme als anys vuitanta. L'agost de 1980, els empleats de les fàbriques locals es van unir a les vagues anticomunistes a nivell nacional, que van portar a la fundació de l'organització "Solidaritat".

## Cultura
Hi ha un museu històric local (Muzeum Ziemi Nadnoteckiej) a Trzcianka.

## Cuina
L'aliment tradicional protegit oficialment provinent de Trzcianka és kiełbasa swojska nadnotecka, un tipus local de kiełbasa (segons el designat pel Ministeri d'Agricultura i Desenvolupament Rural de Polònia).

## Persones notables
- Aquí va néixer Michael Salomon Alexander, primer bisbe protestant de Jerusalem
- Andrzej Aumiller (nascut el 1947), polític polonès i membre del Parlament
- Krystian Feciuch (nascut el 1989), futbolista polonès
- Hubert Mickley (1918–1944), oficial de la Wehrmacht
- Max Raphael (1889–1952), historiador de l'art del Paleolític superior alemany-americà
- Gustav Ferdinand Mehler (1835-1895), matemàtic alemany

## Galeria

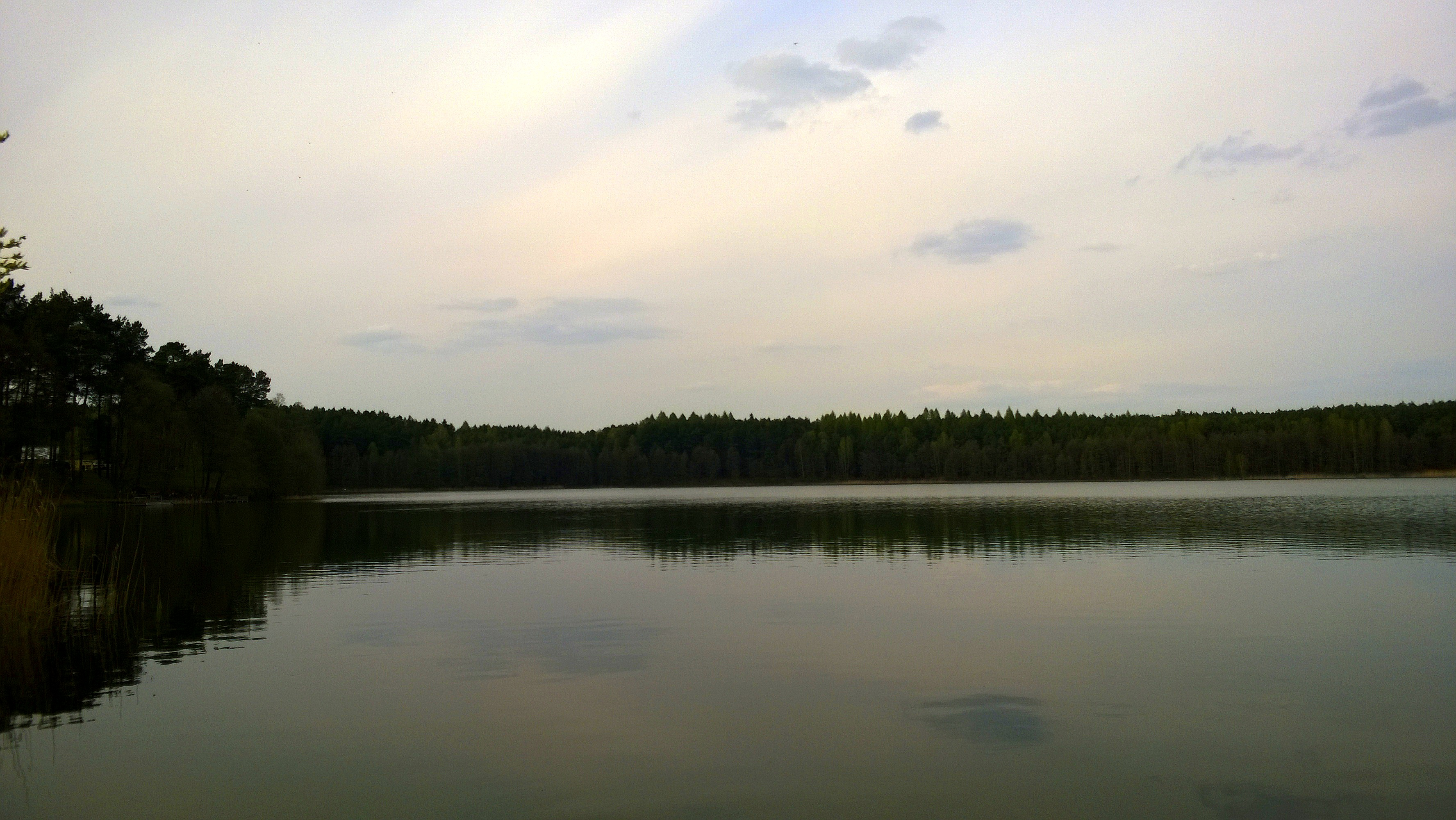
Llac Długie
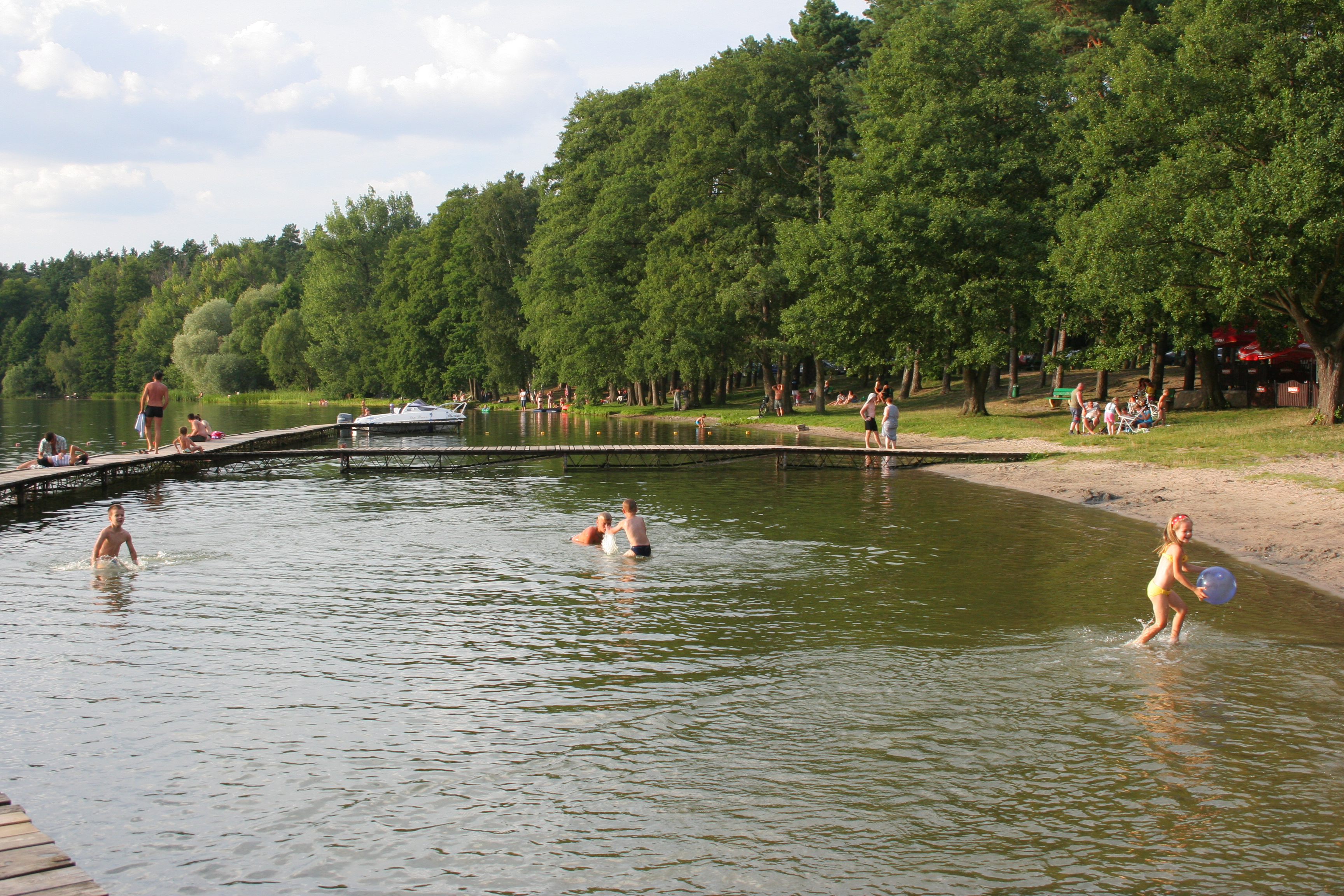
Platja al llac Sarcze
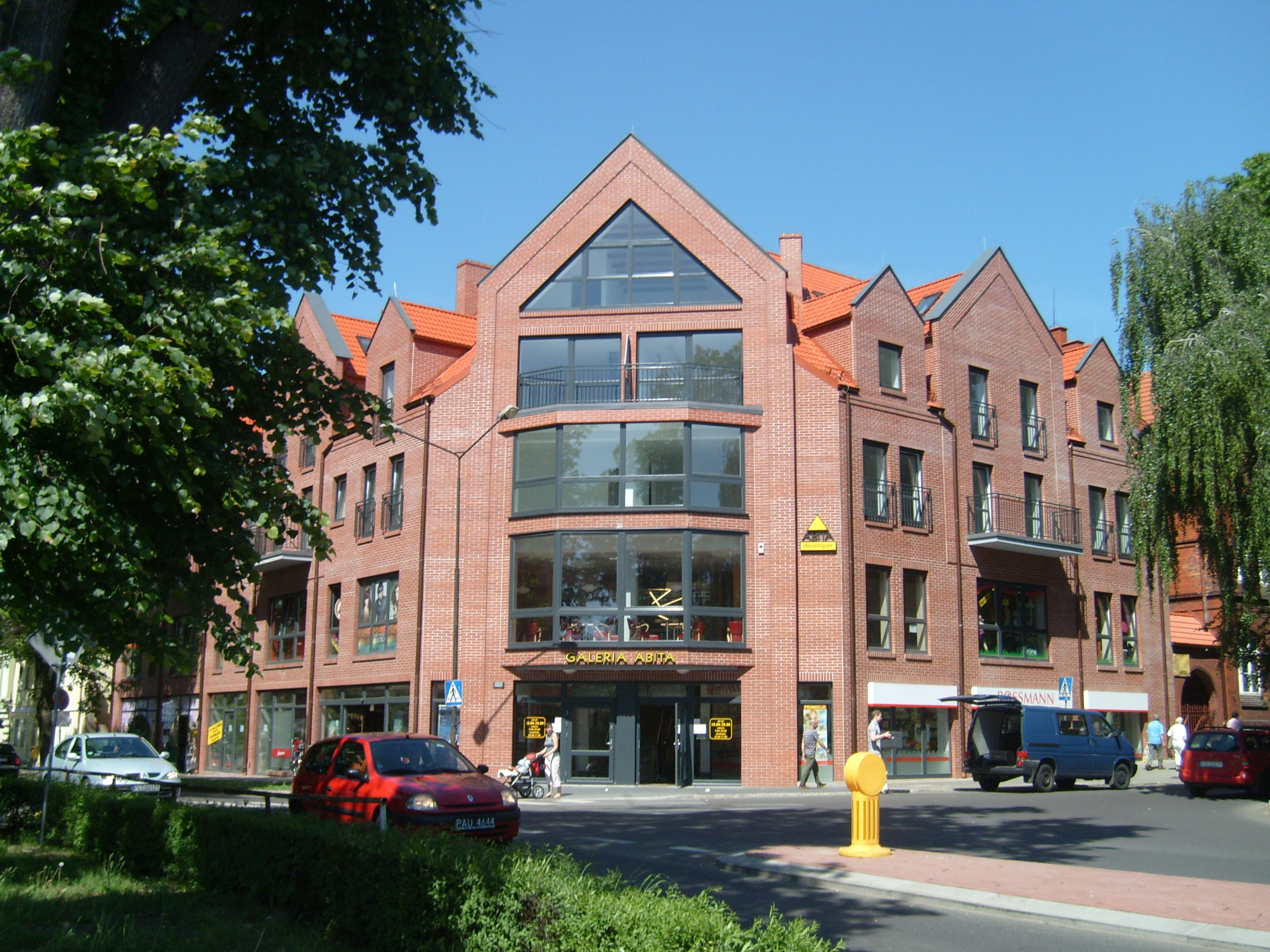
Centre comercial
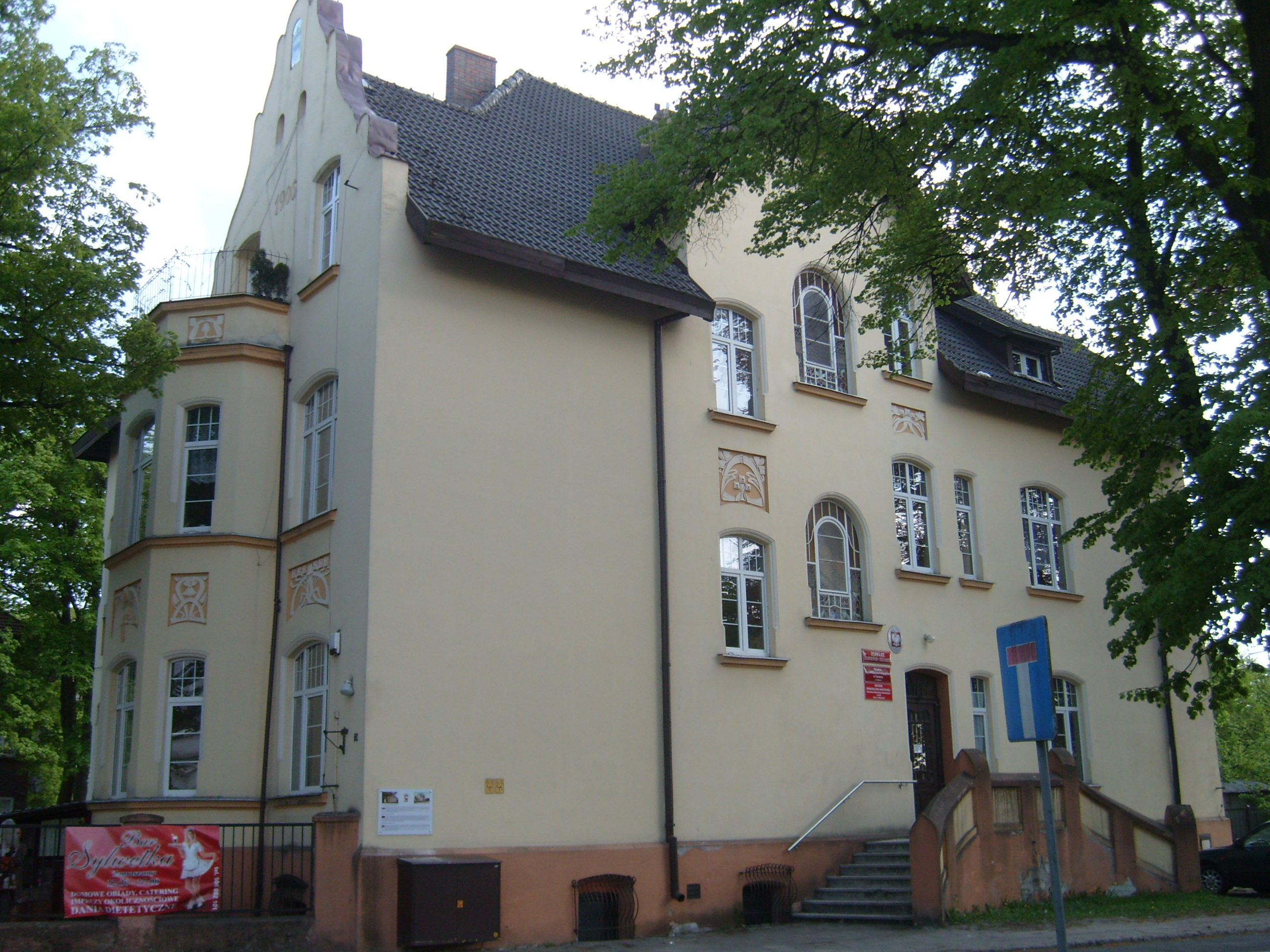
Biblioteca Pedagògica Modernista